# Ustilaginales
Ordre
Les Ustilaginales ou, anciennement, les Ustilaginées sont un ordre de champignons basidiomycètes de la classe des Ustilaginomycetes.
Cet ordre comprend de nombreuses espèces pathogènes de plantes, responsables de maladies cryptogamiques connues sous les noms de charbons ou caries.

## Liste des familles
Selon ITIS (23 novembre 2014) :
- famille Anthracoideaceae
- famille Cintractiellaceae
- famille Clintamraceae
- famille Geminaginaceae
- famille Melanotaeniaceae
- famille Uleiellaceae
- famille Ustilaginaceae
- famille Websdaneaceae

## Liste des familles, genres et espèces
Selon NCBI (23 novembre 2014) :
- famille Anthracoideaceae
  - genre Anthracoidea
    - Anthracoidea arenaria
    - Anthracoidea aspera
    - Anthracoidea baldensis
    - Anthracoidea bigelowii
    - Anthracoidea buxbaumii
    - Anthracoidea capillaris
    - Anthracoidea caricis
    - Anthracoidea caricis-albae
    - Anthracoidea caricis-meadii
    - Anthracoidea carphae
    - Anthracoidea curvulae
    - Anthracoidea elynae
    - Anthracoidea fischeri
    - Anthracoidea globularis
    - Anthracoidea heterospora
    - Anthracoidea hostianae
    - Anthracoidea inclusa
    - Anthracoidea irregularis
    - Anthracoidea karii
    - Anthracoidea lasiocarpae
    - Anthracoidea limosa
    - Anthracoidea misandrae
    - Anthracoidea paniceae
    - Anthracoidea pratensis
    - Anthracoidea rupestris
    - Anthracoidea sclerotiformis
    - Anthracoidea sempervirentis
    - Anthracoidea subinclusa
    - Anthracoidea turfosa
    - Anthracoidea vankyi
- famille Cintractiaceae
  - genre Ustanciosporium
    - Ustanciosporium appendiculatum
    - Ustanciosporium gigantosporum
    - Ustanciosporium standleyanum
    - Ustanciosporium taubertianum
- famille Uleiellaceae
  - genre Uleiella
    - Uleiella chilensis
- famille Ustilaginaceae
  - genre Anomalomyces
    - Anomalomyces panici
    - Anomalomyces yakirrae

  - genre Anthracocystis
  - genre Bromeliago
  - genre Cintractia
    - Cintractia amazonica
    - Cintractia axicola
    - Cintractia fimbristylicola
    - Cintractia limitata
    - Cintractia michellii
    - Cintractia sorghi
    - Cintractia sorghi-vulgaris
    - Cintractia taubertiana

  - genre Dermatosorus
    - Dermatosorus cyperi

  - genre Eriocortex
    - Eriocortex eriocauli

  - genre Farysia
    - Farysia chardoniana
    - Farysia thuemenii

  - genre Franzpetrakia
    - Franzpetrakia microstegii

  - genre Gymnocintractia
    - Gymnocintractia cubensis
    - Gymnocintractia montagnei
    - Gymnocintractia neomontagnei
    - Gymnocintractia rhynchosporae
    - Gymnocintractia samanensis

  - genre Heterotolyposporium
    - Heterotolyposporium lepidospermatis
    - Heterotolyposporium piluliforme

  - genre Leucocintractia
    - Leucocintractia leucodermoides
    - Leucocintractia scleriae

  - genre Macalpinomyces
    - Macalpinomyces arundinellae-setosae
    - Macalpinomyces bursus
    - Macalpinomyces eragrostiellae
    - Macalpinomyces eriachnes
    - Macalpinomyces ewartii
    - Macalpinomyces loudetiae
    - Macalpinomyces mackinlayi
    - Macalpinomyces neglectus
    - Macalpinomyces simplex
    - Macalpinomyces spermophorus
    - Macalpinomyces trichopterygis
    - Macalpinomyces tristachyae
    - Macalpinomyces tubiformis
    - Macalpinomyces viridans

  - genre Melanopsichium
    - Melanopsichium pennsylvanicum

  - genre Moesziomyces
    - Moesziomyces bullatus
    - Moesziomyces eriocauli

  - genre Moreaua
    - Moreaua bulbostylidis
    - Moreaua fimbristylidis

  - genre Mycosyrinx
    - Mycosyrinx cissi

  - genre Parvulago
    - Parvulago marina

  - genre Pericladium
    - Pericladium grewiae

  - genre Portalia
    - Portalia uljanishcheviana

  - genre Restiosporium
    - Restiosporium meneyae
    - Restiosporium restionum

  - genre Schizonella
    - Schizonella cocconii
    - Schizonella melanogramma

  - genre Shivasia
    - Shivasia solida

  - genre Sporisorium
    - Sporisorium absconditum
    - Sporisorium aegypticum
    - Sporisorium andrewmitchellii
    - Sporisorium andropogonis
    - Sporisorium andropogonis-micranthi
    - Sporisorium anthistiriae
    - Sporisorium anthracoideisporum
    - Sporisorium apludae-aristatae
    - Sporisorium aristidicola
    - Sporisorium arthraxonis
    - Sporisorium bicornis
    - Sporisorium bothriochloae
    - Sporisorium caledonicum
    - Sporisorium catharticum
    - Sporisorium cenchri
    - Sporisorium cenchri-elymoidis
    - Sporisorium chrysopogonis
    - Sporisorium confusum
    - Sporisorium consanguineum
    - Sporisorium cordobense
    - Sporisorium cruentum
    - Sporisorium culmiperdum
    - Sporisorium cymbopogonis-bombycini
    - Sporisorium destruens
    - Sporisorium dietelianum
    - Sporisorium dimeriae-ornithopodae
    - Sporisorium doidgeae
    - Sporisorium elionuri
    - Sporisorium enteromorphum
    - Sporisorium erythraeense
    - Sporisorium everhartii
    - Sporisorium exsertum
    - Sporisorium fallax
    - Sporisorium fascicularis
    - Sporisorium fastigiatum
    - Sporisorium formosanum
    - Sporisorium foveolati
    - Sporisorium fraserianum
    - Sporisorium gayanum
    - Sporisorium heteropogonicola
    - Sporisorium holwayi
    - Sporisorium hwangense
    - Sporisorium iseilematis-ciliati
    - Sporisorium lacrymae-jobi
    - Sporisorium lanigeri
    - Sporisorium lepturi
    - Sporisorium loudetiae-pedicellatae
    - Sporisorium manilense
    - Sporisorium mexicanum
    - Sporisorium microsporum
    - Sporisorium mishrae
    - Sporisorium mitchellii
    - Sporisorium modestum
    - Sporisorium monakai
    - Sporisorium moniliferum
    - Sporisorium mutabile
    - Sporisorium nealii
    - Sporisorium nervosum
    - Sporisorium occidentale
    - Sporisorium ophiuri
    - Sporisorium ovarium
    - Sporisorium panici
    - Sporisorium panici-leucophaei
    - Sporisorium paspali-notati
    - Sporisorium penniseti
    - Sporisorium polliniae
    - Sporisorium provinciale
    - Sporisorium pseudanthistiriae
    - Sporisorium pseudechinolaenae
    - Sporisorium puellare
    - Sporisorium pulverulentum
    - Sporisorium queenslandicum
    - Sporisorium rarum
    - Sporisorium reilianum
    - Sporisorium ryleyi
    - Sporisorium scitamineum
    - Sporisorium sehimatis
    - Sporisorium sehimicola
    - Sporisorium setariae
    - Sporisorium sorghi
    - Sporisorium spinulosum
    - Sporisorium tenue
    - Sporisorium themedae-arguentis
    - Sporisorium trachypogonicola
    - Sporisorium trachypogonis-plumosi
    - Sporisorium trispicatae
    - Sporisorium tristachyae
    - Sporisorium tumefaciens
    - Sporisorium tumiforme
    - Sporisorium veracruzianum
    - Sporisorium vermiculum
    - Sporisorium walkeri
    - Sporisorium whiteochloae
    - Sporisorium wynaadense
    - Sporisorium xerofasciculatum

  - genre Stegocintractia
    - Stegocintractia luzulae
    - Stegocintractia spadicea

  - genre Tolyposporium
    - Tolyposporium isolepidis
    - Tolyposporium junci
    - Tolyposporium neillii
    - Tolyposporium rhynchosporae-cephalotis

  - genre Tranzscheliella
    - Tranzscheliella hypodytes
    - Tranzscheliella minima
    - Tranzscheliella williamsii

  - genre Trichocintractia
    - Trichocintractia utriculicola

  - genre Tubisorus
    - Tubisorus pachycarpus

  - genre Ustilago
    - Ustilago aeluropodis
    - Ustilago affinis
    - Ustilago alcornii
    - Ustilago altilis
    - Ustilago austro-africana
    - Ustilago avenae
    - Ustilago bouriqueti
    - Ustilago bromivora
    - Ustilago bullata
    - Ustilago calamagrostidis
    - Ustilago chloridis
    - Ustilago coicis
    - Ustilago comburens
    - Ustilago crameri
    - Ustilago curta
    - Ustilago cynodontis
    - Ustilago davisii
    - Ustilago drakensbergiana
    - Ustilago echinata
    - Ustilago esculenta
    - Ustilago filiformis
    - Ustilago hordei
    - Ustilago inaltilis
    - Ustilago ixophori
    - Ustilago kamerunensis
    - Ustilago lituana
    - Ustilago longissima
    - Ustilago maydis
    - Ustilago neyraudiae
    - Ustilago nuda
    - Ustilago pamirica
    - Ustilago panici-gracilis
    - Ustilago phrygica
    - Ustilago porosa
    - Ustilago quitensis
    - Ustilago schmidtiae
    - Ustilago schroeteriana
    - Ustilago shiraiana
    - Ustilago sparsa
    - Ustilago sparti
    - Ustilago spermophora
    - Ustilago sphaerogena
    - Ustilago spinificis
    - Ustilago sporoboli-indici
    - Ustilago striiformis
    - Ustilago syntherismae
    - Ustilago tragana
    - Ustilago trichophora
    - Ustilago triodiae
    - Ustilago tritici
    - Ustilago turcomanica
    - Ustilago vetiveriae
    - Ustilago williamsii
    - Ustilago xerochloae

  - genre Websdanea
    - Websdanea lyginiae
- non-classé mitosporic Ustilaginaceae
  - genre Pseudozyma
    - Pseudozyma abaconensis
    - Pseudozyma antarctica
    - Pseudozyma aphidis
    - Pseudozyma brasiliensis
    - Pseudozyma churashimaensis
    - Pseudozyma flocculosa
    - Pseudozyma fusiformata
    - Pseudozyma graminicola
    - Pseudozyma hubeiensis
    - Pseudozyma jejuensis
    - Pseudozyma parantarctica
    - Pseudozyma prolifica
    - Pseudozyma rugulosa
    - Pseudozyma shanxiensis
    - Pseudozyma thailandica
    - Pseudozyma tsukubaensis
    - Pseudozyma vetiver
- non-classé mitosporic Ustilaginales
  - genre Farysizyma
    - Farysizyma itapuensis
    - Farysizyma taiwaniana

  - genre Rhodotorula
    - Rhodotorula acheniorum